# Campylomormyrus curvirostris
Campylomormyrus curvirostris е вид лъчеперка от семейство Mormyridae. Видът не е застрашен от изчезване.

## Разпространение и местообитание
Разпространен е в Ангола, Демократична република Конго и Камерун.
Обитава сладководни басейни и реки.

## Описание
На дължина достигат до 40,5 cm.